# Poirino
Poirino is een gemeente in de Italiaanse provincie Turijn (regio Piëmont) en telt 10089 inwoners (2021). De oppervlakte bedraagt 75,7 km², de bevolkingsdichtheid is 124 inwoners per km².

## Demografie
Poirino telt ongeveer 3673 huishoudens. Het aantal inwoners steeg in de periode 1991-2001 met 2,4% volgens cijfers uit de tienjaarlijkse volkstellingen van ISTAT.
| Jaar | Inwoneraantal |
| ---- | ------------- |
| 1991 | 8750          |
| 2001 | 8962          |

## Geografie
Poirino grenst aan de volgende gemeenten: Chieri, Riva presso Chieri, Villanova d'Asti (AT), Santena, Villastellone, Isolabella, Cellarengo (AT), Pralormo, Ceresole Alba (CN) en Carmagnola.
1. ↑  https://demo.istat.it/?l=it.